# ぎんぎら!ボンボン!
『ぎんぎら!ボンボン!』は、1972年10月8日から同年12月31日まで日本テレビ系列局で放送されていた日本テレビ製作のバラエティ番組である。
全13回。放送時間は毎週日曜 18:30 - 19:00 （日本標準時）。

## 概要
『シャボン玉ホリデー』に替わってスタートした牛乳石鹸の一社提供番組で、歌とコントとクイズで構成していた。
人気作曲家の都倉俊一、ザ・ワイルドワンズの植田芳暁らによって結成されたZOO、そしてこの番組で芸能界に本格デビューとなったマックボンボン（ザ・ドリフターズの付き人で結成）時代の志村健（後の志村けん）と井山淳（当時・いやま淳）が司会を務めていたが、番組は年内に打ち切られた。
番組の終了後、次の牛乳石鹸提供番組である『シャボン玉ボンボン』は土曜19:30枠でスタートした。本番組に出演していたメンバーのうち、マックボンボンの志村のみが引き続き同番組にも出演した。
1978年に発刊された牛乳石鹸の社史『牛乳石鹸共進社70年の歩み』の「主な提供番組」のページにはこの番組の写真が掲載されており、『シャボン玉ホリデー』最末期（1972年5月以降）と同様に公開番組であったことが分かる。またこのページには、後継番組である『シャボン玉ボンボン』の写真も掲載されている。